# Oncidium magnificum
Oncidium magnificum är en orkidéart som beskrevs av Karlheinz Senghas. Oncidium magnificum ingår i släktet Oncidium och familjen orkidéer. Inga underarter finns listade i Catalogue of Life.